# Browar Grybów

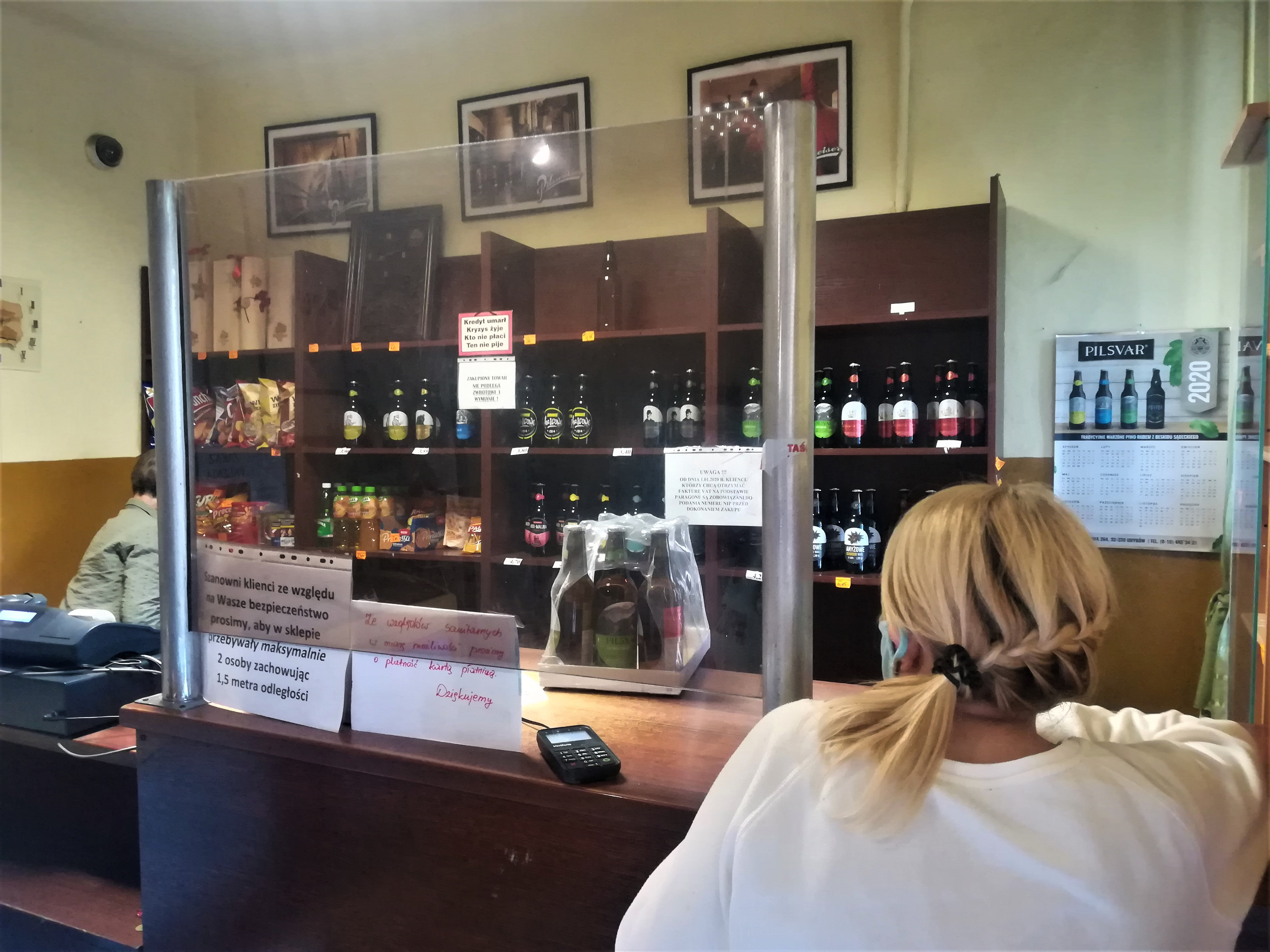
Sklep firmowy w Siołkowej

Browar Pilsweizer S.A. – browar regionalny w Siołkowej pod Grybowem. Od 2005 roku Browar Grybów nabyli ojciec Ivan i syn Andrej Chovanec. Zainwestowane środki przeznaczyli na nową technologię oraz rozwój Browaru. Od 2007 rozpoczęła się sprzedaż pod nową marką Pilsweizer.

## Historia
Pierwsze wzmianki o browarze w Siołkowej pochodzą z 1804. Za datę założenia browaru przemysłowego uważa się jednak rok 1887, kiedy to węgierski piwowar Franciszek Paschek stał się właścicielem majątku ziemskiego w Siołkowej i rozpoczął produkcję własnego piwa, modernizację oraz rozbudowę istniejącego tam zakładu.
Do II wojny światowej browar był przedsiębiorstwem rodzinnym Paschków, produkującym rocznie 20 tys. hl piwa. W czasie  okupacji niemieckiej zakład trafił pod zarząd niemiecki. Po 1945 właściciele zdołali odzyskać browar i wznowili produkcję piwa. Jednak już w 1946 przedsiębiorstwo uległo nacjonalizacji, stając się samodzielnym przedsiębiorstwem państwowym pod zarządem okręgowego oddziału Zjednoczenia Przemysłu Fermentacyjnego w Zabrzu. W 1951 Ministerstwo Przemysłu Spożywczego i Skupu wcieliło browar do wielozakładowych Okocimskich Zakładów Piwowarskich. W latach 1968–1973 browar znajdował się pod zarządem Nowosądeckich Zakładów Przemysłu Terenowego, a następnie powrócił do Okocimskich Zakładów Piwowarskich. Jego roczna produkcja wynosiła wówczas 45 tys. hl., jednakże po rozbudowie browaru w 1973 wzrosła do 80 000 hl.
W 1989 browar przekształcono w samodzielną jednostkę organizacyjną pod nazwą Browar Grybów Przedsiębiorstwo Państwowe, a w 1990 w spółkę Browar Grybów sp z o.o. w Grybowie. 43% udziałów posiadał Urząd Miasta i Gminy w Grybowie, 37% prywatny udziałowiec J. Warzecha, a 20% pracownicy browaru. Od 2005 właścicielem zakładu jest pochodzący z Czeskiego Cieszyna przedsiębiorca Ivan Chovanec, który w 2007 po kilku latach problemów finansowych browaru doprowadził do ustabilizowania jego sytuacji i rozpoczął produkcję piwa Pilsweizer. W planach jest rozbudowa browaru o hotel i ośrodek spa.

## Produkty
- Pilsweizer Grybów Premium - piwo typu Lager; 5,7% alk.
- Pilsweizer Góralskie - piwo typu Lager; 4,7% alk.
- Pilsweizer Góralskie Krzepkie - piwo typu Lager; 7,6% alk.
- Pilsweizer Naturalne Niepasteryzowane - piwo typu Lager; 5,7% alk.
- Pilsweizer Niepasteryzowane Niefiltrowane - 6,8% alk., ekstrakt 14%
- Pilsweizer Lach -piwo typu Lager; 6,8% alk.
- Pilsweizer Premium Export - piwo typu Lager; 4,7% alk., ekstrakt 10%, także w beczkach KEG 30 i 50 litrów
- Pilsweizer Exclusive Export - piwo typu Lager; 5,7% alk., ekstrakt 12%, także w beczkach KEG 30 i 50 litrów
- Pilsweizer Strong Export - piwo typu Lager; 6,8% alk.
- Pilsweizer BOCK - piwo typu Lager; 8,1% alk.